# Лорейн Дей
Лорейн Дей (англ. Laraine Day, 13 жовтня 1920 — 10 листопада 2007) — американська акторка.

## Життєпис
Лорейн Дей, уроджена Ла Рейн Джонсон, народилася в Юті 13 жовтня 1920 року (деякі джерела вказують на іншу дату народження — 13 жовтня 1917) в сім'ї мормонів. У Лорейн була велика сім'я, що включала вісім дітей. У шість років після перегляду першого в її житті фільму у дівчинки з'явилася мрія стати акторкою.
У 1931 році сім'я Лорейн переїхала в Каліфорнію, де і почалася її акторська кар'єра. Її дебют у кіно відбувся в 1937 році у фільмі «Стелла Даллас», де у неї була епізодична, не зазначена в титрах роль. Далі послідували ряд ролей у вестернах кінокомпанії RKO, де вона знімалася під псевдонімом Лорейн Гейс або під справжнім ім'ям. В 1939 році вона підписала контракт з «MGM», де вже працювала актриса Рита Джонсон, тому Лорейн для свого сценічного псевдоніма взяла прізвище свого вчителя акторської майстерності Еліаса Дея в знак подяки. У тому ж році вона з'явилася у фільмі «Викликаючи доктора Кілдара», де зіграла медсестру Мері Ламон, роль якої пізніше вона виконала ще в семи фільмах про доктора Кілдара.
Кар'єра Дей на студії MGM не склалася, оскільки їй завжди давали непомітні ролі другого плану у фільмах середнього рівня. Потрапити у велике кіно їй вдавалося лише зрідка, коли керівництво MGM «позичав» акторку іншим студіям. Так вона зіграла помітну роль в трилері Альфреда Хічкока «Іноземний кореспондент», який вийшов на екрани в 1940 році. У тому ж році Лорейн замінила захворілу Френсіс Ді у фільмі Едварда Смолла «Мій син, мій син!», після виходу якого журнал «Life» назвав її багатообіцяючою молодою акторкою, а власники кінотеатрів виділяли її ім'я на афішах.
З 1942 по 1947 роки акторка була одружена співаком Реєм Хендріксом, а в 1947 році вона вийшла заміж за Лео Дьюрочера, менеджера бейсбольних команд «Бруклін Доджерс» і «Нью-Йорк Джайентс», в цьому шлюбі Лорейн народила сина Крістофера і дочку Мішель. Дей раніше не була прихильницею цього виду спорту, але завдяки шлюбу з Дьюрочером стала відома як «перша леді бейсболу». Вона часто супроводжувала команду «Джайентс» на матчі, відвідала її весняні збори на Кубі, брала інтерв'ю у гравців для телебачення і навіть написала у 1952 році книгу «День з „Гігантами“». Хоча після розлучення з Дьюрочером в 1960 році Дей зізналася, що бейсбол ніколи по-справжньому не любила.
У 1961 році Лорейн вийшла заміж за телевізійного продюсера Майкла Грілікса, який став батьком її двох дочок, Джіджі і Дані. Після їх народження Дей перестала зніматися в кіно і в наступні роки з'являлася зрідка лише на телебаченні. У неї були ролі в таких серіалах як «Година Альфреда Хічкока», «Правосуддя Берка», «ФБР», «Лу Грант», «Човен кохання», «Острів фантазій» і «Вона написала вбивство», де в 1986 році вона зіграла свою останню роль. Крім виховання дочок Дей також була активісткою в Церкві Ісуса Христа Святих останніх днів.
Після смерті чоловіка в березні 2007 року акторка переїхала до дочки в місто Івінс в штаті Юта. Там вона і померла 10 листопада того ж року у віці 87 років.
За внесок в кіноіндустрію Лорейн Дей удостоєна зірки на Голлівудській алеї слави на Голлівуд-бульвар 6676.

## Фільмографія
| Рік       |   | Українська назва                 | Оригінальна назва          | Роль                  |
| --------- | - | -------------------------------- | -------------------------- | --------------------- |
| 1978—1979 | с | Острів фантазії                  | Fantasy Island             | місіс Камінґз         |
| 1986      | с | Вона написала вбивство           | Murder, She Wrote          | Констанція Флетчер    |
| 1985      | с | Повітряний вовк                  | Airwolf                    | Амелія Давенпорт      |
| 1985      | с | Готель                           |                            | місіс Купчак          |
| 1979      | с | Лу Ґрант                         | Lou Grant                  | Лора Сінклер          |
| 1978      | с | Човен кохання                    | The Love Boat              | Віра Сімпсон          |
| 1973      | с | Медичний центр                   | Medical Center             | Ерелайн Джіллет       |
| 1972      | с | Шосте почуття                    | The Sixth Sense            | Маріон Форд           |
| 1969      | с | ФБР                              | The F.B.I.                 | Гелен Йорк            |
| 1963      | с | Закон Берка                      | Burke's Law                | Ліза Коул             |
| 1963      | с | Альфред Гічкок презентує         | Alfred Hitchcock Presents  | Рут                   |
| 1961      | с | Мат                              | Checkmate                  | жінка                 |
| 1960      | ф | Третій голос                     | The 3rd Voice              | Маріан Форбс          |
| 1958      | с | Переслідування                   | Pursuit                    | Кеті Нельсон          |
| 1956      | ф | Іграшковий тигр                  | The Toy Tiger              | Ґвен                  |
| 1954      | ф | Великий та могутній              | The High and the Mighty    | Лідія Райс            |
| 1951      | с | Театр «Nash Airflyte»            | The Nash Airflyte Theater  | епізодична роль       |
| 1949      | ф | Жінка на 13 пірсі                | The Woman on Pier 13       | Нен Лоурі Коллінз     |
| 1949      | ф | Моя люба секретарка              | My Dear Secretary          | Стефані Ґейлорд       |
| 1947      | ф | Магнат                           | Tycoon                     | Мора Александра Манро |
| 1943      | ф | Містер Щасливчик                 | Mr. Lucky                  | Дороті Брайант        |
| 1941      | ф | Кетлін                           | Kathleen                   | Марта Кент            |
| 1941      | ф | Погана людина                    | The Bad Man                | Люсія Пелл            |
| 1941      | ф | Судовий процес Мері Дуґан        | The Trial of Mary Dugan    | Мері Дуґан            |
| 1941      | ф | Люди проти лікаря Кілдара        | The People vs. Dr. Kildare | Мері Ламон            |
| 1941      | ф | Весілля лікаря Кілдара           | Dr. Kildare's Wedding Day  | Мері Ламон            |
| 1940      | ф | Криза лікаря Кілдара             | Dr. Kildare's Crisis       | Мері Ламон            |
| 1940      | ф | Лікар Кілдар повертається додому | Dr. Kildare Goes Home      | Мері Ламон            |
| 1940      | ф | Іноземний кореспондент           | Foreign Correspondent      | Керол Фішер           |
| 1940      | ф | Мій син, мій син!                | My Son, My Son!            | Мейв О'Ріорден        |
| 1940      | ф | Я беру цю жінку                  | I Take This Woman          | Лінда Роджерс         |
| 1940      | ф | Дивний випадок лікаря Кілдера    | название                   | Мері Ламон            |
| 1939      | ф | Таємниця лікаря Кілдара          | The Secret of Dr. Kildare  | Мері Ламон            |
| 1939      | ф | Тарзан знаходить сина            | Tarzan Finds a Son!        | місіс Річард Ленсінґ  |
| 1939      | ф | Викликаючи лікаря Кілдара        | Calling Dr. Kildare        | Мері Ламон            |
| 1939      | ф | Сержант Мадден                   | Sergeant Madden            | Ейлін Дейлі           |
| 1939      | ф | Арізонський легіон               | Arizona Legion             | Летті Мід             |
| 1939      | ф | Пофарбована пустеля              | Painted Desert             | міс Керрол Банінґ     |
| 1938      | ф | Вулиця Скандал                   | Scandal Street             | Пеґ Сміт              |
| 1937      | ф | Стелла Даллас                    | Stella Dallas              | епізодична роль       |